# 東谷友恵
東谷 友恵（ひがしたに ともえ、旧姓:本郷（ほんごう）、1964年6月19日 - ）は、日本の元女子バレーボール選手、指導者。

## 来歴
石川県珠洲市出身。1982年、金沢商業高校在学時に全国高校選抜メンバーに選抜され中国遠征を経験。1983年、ユニチカに入部。
1986年に全日本に選抜され、世界選手権やワールドカップに出場した。一方、国内リーグでも1989年にベスト6・レシーブ賞、翌年もレシーブ賞を獲得した。当時はリベロ制度がなく、センタープレーヤーもレシーブを行う時代だったが、センタープレーヤーが2年連続レシーブ賞を獲得したことは異例だった。ユニチカ監督の吉田国昭は、「攻守ともにバランスのとれた申し分のない選手」と評している。
1990年、ユニチカを退部。翌年に開催される石川国体に出場するため、PFUに入社。1991年、石川選抜のメンバーとして国体3位入賞に大きく貢献した。現役引退した後は、PFUの監督・コーチなどを歴任。同チームの後進の指導に当たっていた。

## 球歴
- 全日本代表 - 1986年、1989年
  - 世界選手権 - 1986年
  - ワールドカップ - 1989年

## 受賞歴
- 1989年 - 第22回日本リーグ ベスト6、レシーブ賞
- 1990年 - 第23回日本リーグ レシーブ賞

## 所属チーム
- 市立日置中学
- 金沢商業高校
- ユニチカ・フェニックス（1983-1990年）
- PFU（1990-1992年）